# Heimschuh
Heimschuh é um município da Áustria, situado no distrito de Leibnitz, na estado da Estíria. Tem 18,51 km² de área e sua população em 2019 foi estimada em 1.949 habitantes.